# История провинции Цинхай
Земли, на которых располагается современная китайская провинция Цинхай, имеют древнюю и богатую историю.

## Доисторические времена
В древности на этих землях обитали люди, которых в китайской истории называют «западные цяны». Согласно надписям на гадательных костях, шанский правитель У Дин ходил на них военным походом и покорил восточную часть земель современной провинции Цинхай.

## Эпоха первых централизованных империй
Во времена империи Хань в 121 году до н. э. после того, как генерал Хо Цюйбин разгромил западных кочевников и присоединил их земли к империи Хань, на землях современного Синина был основан военный пост. Впоследствии вся область верхнего течения Хуанхэ, включая территорию современных уездов Хуанъюань, Гуйдэ и Гуйнань, вошла в состав империи; здесь были образованы округа Сихай (西海郡), Хэюань (河源郡), Хуанъюань (湟源郡) и Цзиньчэн (金城郡). 

## Эпоха варварских государств

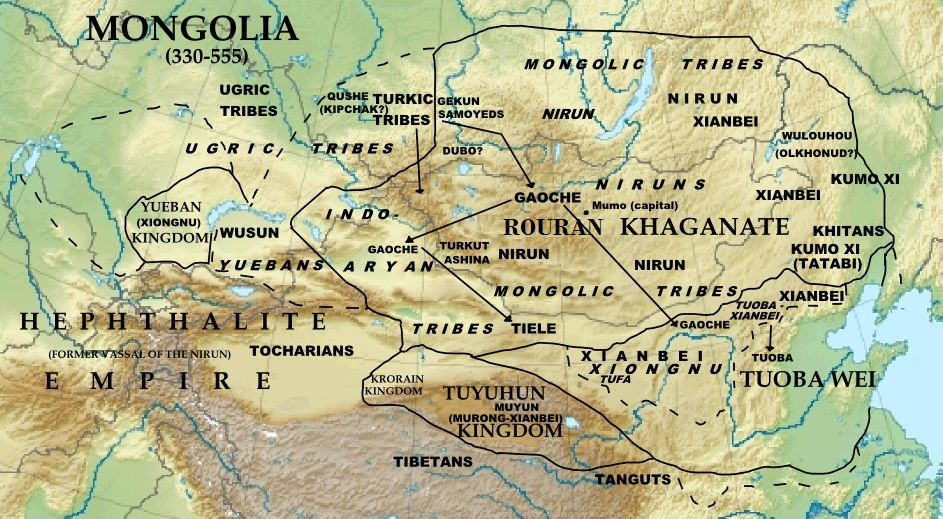
Государство Тогон среди прочих образований эпохи Южных и Северных династий

В середине IV века Мужун Туюйхунь — брат Мужун Хуэя из государства Ранняя Янь — откочевал с 700 семьями из Южной Маньчжурии на запад в район озера Кукунор. Подчинив местные племена цянов, сяньбийцы основали Тогон. В 397 году сяньбиец Туфа Угу провозгласил в восточной части современной провинции Цинхай основание государства Южная Лян (в качестве базы он построил себе укрепление Ляньчуань в северо-западной части современного Миньхэ-Хуэй-Туского автономного уезда городского округа Хайдун, а весной 399 года перенёс ставку в Лэду; его преемник Туфа Лилугу перенёс ставку из Лэду в Сипин), которое в 414 году было захвачено войсками государства Западная Цинь. Западная Цинь была завоёвана в 431 году царством Ся, однако в том же году Ся было уничтожено Тогоном, и остатки Ся перешли к империи Северная Вэй. В империи Северная Вэй восточные цинхайские земли с 526 года вошли в состав области Шаньчжоу (鄯州).
В 535 году империя Северная Вэй раскололась на Восточную Вэй и Западную Вэй. Воспользовавшись ситуацией, в 540 году тогонский правитель Куалюй провозгласил себя ханом. Тогон попытался установить контакт с государством Восточная Вэй, став тем самым врагом Западной Вэй; между Тогоном и Западной Вэй начались боевые действия. В 557 году на месте государства Западная Вэй возникло государство Северная Чжоу. После объединения под своей властью основной территории Китая Северная Чжоу сменила название на Суй.

## Суй, Тан и Эпоха Пяти Династий
Тогон преграждал китайскому государству традиционный путь в Западный край. Около 603 года Тогон сделался центром притяжения антикитайских сил в степях, именно там в 604 году попытался найти спасение враг китайцев Кара-Чурин-Тюрк. Однако когда ханом тюрок стал его противник Жангар Киминь-каган, то союз тюрок с Тогоном был разорван, и Тогонское государство оказалось изолированным. Но хан Фуюнь успел подготовиться к неизбежному китайскому вторжению, и империя Суй не решилась на войну, однако подговорила к нападению на Тогон тюрок. Вождь западных тюрок Таман-хан нанёс по Тогону удар с тыла, и нанёс ему огромный ущерб. После этого суйские войска в 608 году без объявления войны вступили в Тогон. Завоёванные земли суйское правительство начало заселять ссыльными преступниками и ввело там китайскую администрацию; Фуюнь бежал в горы на юг. Область Шаньчжоу была в 607 году опять преобразована в округ Сипин (西平郡), которому подчинялись уезды Хуаншуй и Хуалун; восточнее находился округ Жаохэ (浇河郡). Воспользовавшись ослаблением империи Суй при втором императоре, Тогон в 615 году вновь стал независимым государством.
После этого произошла смена империи Суй империей Тан, и округа вновь были преобразованы в области; на территории современной провинции Цинхай находились области Шаньчжоу (鄯州) и Кочжоу (廓州). В первые годы, пока танские правители разбирались с более насущными вопросами, тогонцы не переставали совершать набеги на западную границу империи, однако когда китайцам удалось подчинить и поставить себе на службу кочевые народы — ситуация резко изменилась, и начались контрнабеги. В 634 году тангуты и цяны восстали против китайцев и объединились с тогонцами; против них была брошена конница из тюркютов и киби, которая в 635 году нанесла тогонцам полное поражение. Фуюнь бежал в Хотан, где покончил жизнь самоубийством.
Китайцы сначала посадили на тогонский престол сына Фуюня — Шуня, который долго прожил как заложник в Чанъане, но тогонцы убили его, заподозрив в симпатиях к танскому Китаю. Тогда на трон был возведён его малолетний сын Нохэбо, ставший китайской марионеткой.
Наступивший мир и обилие китайских товаров понравились тогонцам, и когда в 641 году один из вельмож организовал заговор, собираясь войти в союз с Тибетом, то он встретил решительное сопротивление князей, выступивших за защиту союза с империей Тан.
В 663 году тибетские войска вновь двинулись на восток. Нохэбо запросил помощи у империи Тан, но Гао-цзун отказал ему, и участь Тогона была решена. Тогонский вельможа Содохуэй бежал в Тибет и сообщил тибетскому командующему Донцану о решении танского императора. Тот начал войну и наголову разбил тогонцев; Нохэбо с женой и несколькими тысячами кибиток бежал в Лянчжоу под защиту китайцев. Начались танско-тибетские войны, в ходе которых земли современной провинции Цинхай были завоёваны тибетцами.

## Эпоха империй Сун, Ляо, Цзинь и Юань

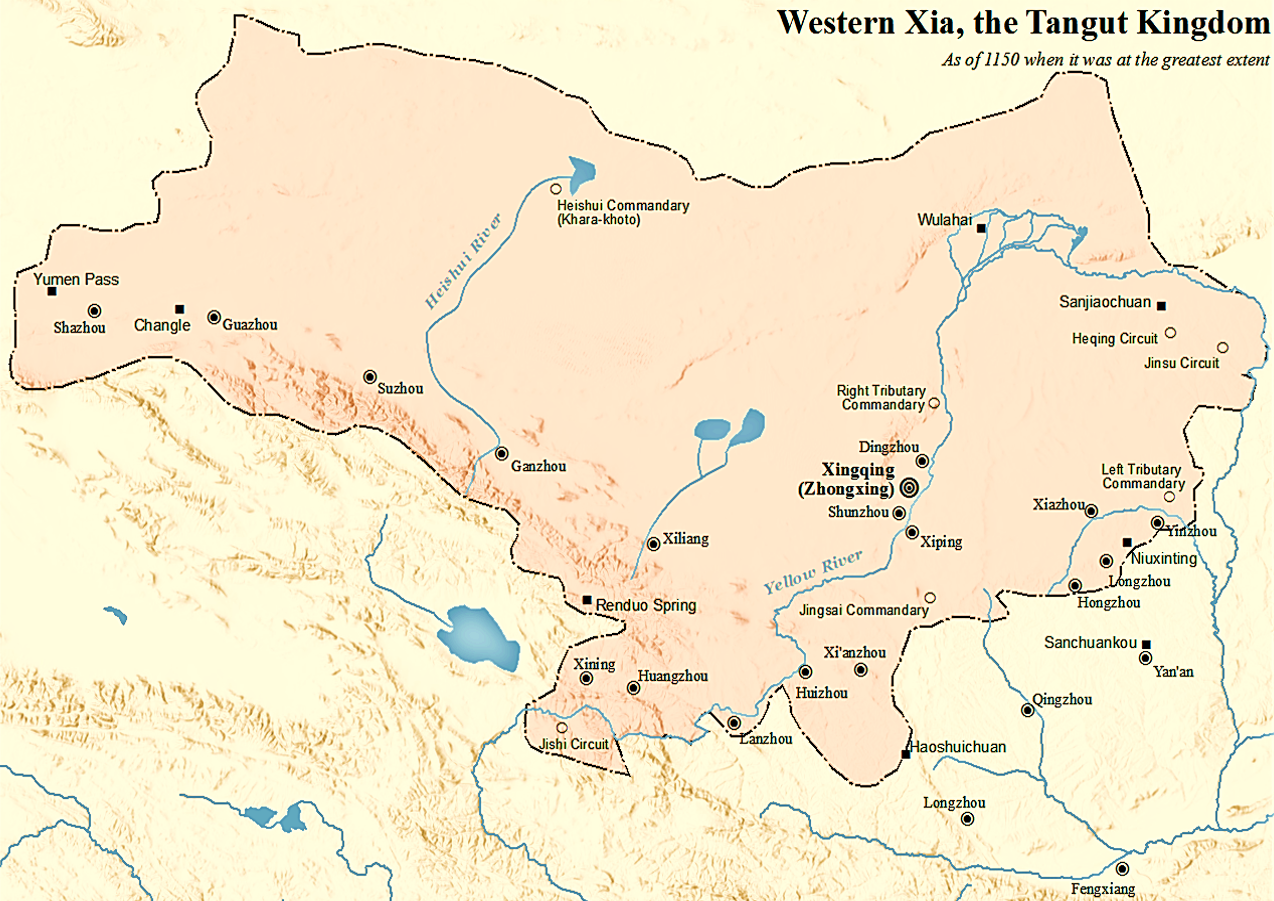
Западное Ся в 1150 году

В 1032 году вождь Гусыло смог объединить местные тибетские племена в конфедерацию, вошедшую в историю как государство Гусыло. Практически сразу после создания государству пришлось вести борьбу с молодым государством тангутов Западное Ся.
Враждовавшая с Западным Ся империя Сун какое-то время поддерживала государство Гусыло в качестве врага своего врага. Однако в 1096 году в государстве Гусыло началась внутренняя смута, и в 1104 году государство Гусыло было захвачено тангутами. В 1116 году тангутов выбили оттуда сунские войска, а в 1134 году эти земли захватили чжурчжэни и включили их в состав империи Цзинь. Впоследствии тангутам удалось вернуть себе часть цинхайских земель, однако в начале XIII века они были завоёваны монголами.
В структуре созданной монголами империи Юань всеми военными и административными делами, касающимися Тибетского нагорья, занималось «Управление по делам буддизма».

## Империи Мин и Цин
После падения монгольской империи Юань эти места перешли под контроль китайской империи Мин, и область Синин в 1373 году была преобразована в Сининский караул (西宁卫); севернее в 1378 году были учреждены Аньдинский (安定卫) и Ажуйский (阿瑞卫) караулы, южнее в 1375 году была размещена Гуйдэская охранная тысяча (归德守御千户所).
В начале XVII века в Тибете шла религиозная война между различными группировками. К 1630-м годам положение «желтошапочной» школы Гелугпа резко ухудшилось, и в 1637 году Далай-лама V и Панчен-лама IV приняли решение тайно снарядить и отправить послов к князьям дурбэн-ойратов (Четырёх Ойратов) за помощью. Ойратские князья радушно приняли у себя посланца Далай-ламы и после обсуждения просьбы о помощи буддийских иерархов на своем съезде — чуулгане постановили отправить в Тибет объединённое войско всех дурбэн-ойратов. Командование войском принял на себя хошутский князь Гуши-хан.
В районе озера Кукунор ойратское войско в кровопролитном сражении разгромило 30-тысячное войско союзника «красношапочной» школы Кагью, крупного восточномонгольского феодала Цогто-тайджи. После этого в район озера Кукунор переселилась основная масса хошутов, и здесь возникло Хошутское ханство. В 1638 году Гуши-хан совершил личное паломничество к далай-ламе, и тот наделил его титулом «Данзин-Чогьял» («Царь законов и опора религии») или «Тензин Чокьи Гьялпо» («Хранитель Учения, Царь Дхармы»). 
В течение следующих трёх лет ойратские войска нанесли поражение отрядам противников Далай-ламы из лагеря «красношапочной» школы и их светских союзников. После этого Гуши-хан установив свою власть над всеми районами Тибета и занял «высокий трон тибетских царей». Однако, опасаясь выступления тибетцев против чужеземных правителей, он в 1642 году передал верховную власть над всем Тибетом далай-ламе. В ответ Гуши-хан и его потомки были провозглашены наследственными правителями Тибета с сохранением ими своего контроля над землями в Кукуноре. Таким образом, Хошутское ханство стало военно-политическим контролёром Тибета.
Параллельно с этим происходило маньчжурское завоевание Китая. Империя Цин признала особые отношения Тибета с Халхой, Джунгарией и Хошутским ханством.
Светские власти Тибета и монголов настороженно и негативно относились к усилению империи Цин и углублению в связи с этим её контактов с ламаистским духовенством (так, тибетская светская гражданская власть, возглавляемая регентом Санчжай-Чжамцо, поддержало антицинское движение У Саньгуя в южном Китае).
Прямым конкурентом империи Цин стало Джунгарское ханство, и недовольные цинской политикой силы в Тибете стали искать его поддержки. Воспользовавшись внутренними неурядицами в Тибете, Цэван Рабдан в 1717 году захватил Тибет и Хошоутское ханство. В 1720 году цинские войска выбили ойратов из Тибета и поставили там у власти своих сторонников.

Провинция Ганьсу в 1911 году (в неё входила северо-восточная часть современной провинции Цинхай)

Лобсанг Тенджин хотел, чтобы Цинская империя признала его новым правителем Тибета, однако цинские власти предпочли вообще ликвидировать старую систему управления, расставив везде своих администраторов. Тогда Лобсанг Тенджин в 1723 году поднял кукунорских хошутов на восстание. В 1724 году оно было подавлено, и в 1725 году Цинская империя аннексировала территорию бывшего Хошутского ханства, образовав там Сининскую управу, входящую в состав провинции Ганьсу; прочие цинхайские земли продолжали оставаться под властью местных вождей.

## Новейшее время
После Синьхайской революции власть на территории современного Цинхая взял в свои руки местный милитарист Ма Ци. Сформировав в 1915 году свою собственную Нинхайскую армию, он использовал её для покорения тибетцев на западе.
После того, как партия Гоминьдан в результате Северного похода объединила Китай под своей властью, одним из первых решений нового правительства стало образование с 1 января 1929 года отдельной провинции Цинхай. Власть в Цинхае продолжала удерживать клика Ма: после того, как в 1931 году умер Ма Ци, его сменил Ма Линь, а с 1938 года Цинхаем стал править Ма Буфан.

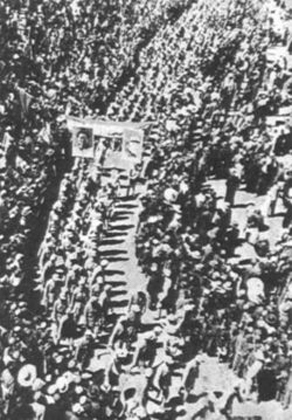
5 сентября 1949 года. Части НОАК входят в Синин.

В августе 1949 года войска Народно-освободительной армии Китая под командованием Пэн Дэхуая разбили силы братьев Ма и взяли Ланьчжоу. Ма Буфан бежал в Чунцин, а оттуда — в Гонконг. 5 сентября 1949 года части НОАК вступили в Синин. 1 января 1950 года была официально образована провинция Цинхай Китайской Народной Республики.